# 北老壕遗址
北老壕遗址，位于中国吉林省梨树县梨树镇三泉眼村，为一个省级文物保护单位，类型为古遗址，公布时间为2007年5月31日。该文物保护单位由梨树县文管所管理。
北老壕遗址的历史年代为唐代。